# Liste der Stolpersteine in Mainz-Hechtsheim
 Info: Angaben zu Eigenschaften, welche alle Teillisten für Mainz gemeinsam haben, sind unter der Liste der Stolpersteine in Mainz zu finden.
Hinweis 1: Die Liste ist sortierbar. Durch Anklicken eines Spaltenkopfes wird die Liste nach dieser Spalte sortiert, zweimaliges Anklicken kehrt die Sortierung um. Durch Anklicken zweier Spalten nacheinander lässt sich jede gewünschte Kombination erzielen.
Hinweis 2: Mit dem Anklicken eines Bildes vergrößern Sie die Auflösung

## Stolpersteine in Mainz-Hechtsheim
| Adresse                                                  | Verlegedatum  | Gestiftet von                            | Inschrift | Bild | Anmerkung |
| -------------------------------------------------------- | ------------- | ---------------------------------------- | --- | ---- | --- |
| Alte Mainzer Straße 8 · Mainz-Hechtsheim ·               | 24. Juni 2013 | Verein Hechtsheimer Ortsgeschichte e. V. | HIER WOHNTE DAVID KAPP JG. 1882 DEPORTIERT 1942 ERMORDET IM BESETZTEN POLEN                                             |      | David Kapp war ledig und Besitzer eines kleinen Textil- und Kurzwarengeschäfts in Hechtsheim. Nach der Machtübernahme der Nazis und den damit verbundenen Boykottaufrufen fristete er nur noch durch den heimlichen Verkauf seiner Waren an treue Kunden sein Leben. In der Pogromnacht am 9. November 1938 überfiel ihn eine SA-Horde in seinem Haus und hängte ihn kopfüber aus dem Fenster seines ersten Stocks, während auf der Straße die Menge grölte. Am 30. September 1942 wurde er nach Treblinka deportiert und dort ermordet. |
| Am oberen Born 1 · Mainz-Hechtsheim ·                    | 24. Juni 2013 | Verein Hechtsheimer Ortsgeschichte e. V. | HIER WOHNTE ELISABETH WEISS GEB. MICHEL JG. 1883 DEPORTIERT 1942 ERMORDET IM BESETZTEN POLEN                            |      | Julius Weiß war ein wohlhabender Viehhändler und gehörte zu den dörflichen Honoratioren. Aktiv im Geselligkeits- und Theaterverein „Club Einigkeit 1908“ und Vorsteher der jüdischen Gemeinde, brachte ihm den nicht ernst gemeinten Titel „israelitischen Bürgermeister“ ein. Die fünf Kinder der Eheleute Weiß konnten sich noch vor den beginnenden Deportationen in die USA und nach Palästina retten. Am 18. November 1938, wenige Tage nach dem Wüten der Nazi-Horde in ihrem Heim, flohen Julius und Elisabeth Weiß nach Mainz, wohin Elisabeth Weiß das zunehmend schlechter laufende Milchgeschäft verlegt hatte. Nach dem Pogrom zog ein SA-Posten vor dem Geschäft auf, um nichtjüdische Kunden am Betreten zu hindern. Schließlich wurde den Eheleuten Weiß die Schließung befohlen. Kennkarte Elisabeth Weiß Kennkarte Julius Weiß |
| Am oberen Born 1 · Mainz-Hechtsheim ·                    | 24. Juni 2013 | Verein Hechtsheimer Ortsgeschichte e. V. | HIER WOHNTE JULIUS WEISS JG. 1880 DEPORTIERT 1942 ERMORDET IM BESETZTEN POLEN                                           |      | Julius Weiß war ein wohlhabender Viehhändler und gehörte zu den dörflichen Honoratioren. Aktiv im Geselligkeits- und Theaterverein „Club Einigkeit 1908“ und Vorsteher der jüdischen Gemeinde, brachte ihm den nicht ernst gemeinten Titel „israelitischen Bürgermeister“ ein. Die fünf Kinder der Eheleute Weiß konnten sich noch vor den beginnenden Deportationen in die USA und nach Palästina retten. Am 18. November 1938, wenige Tage nach dem Wüten der Nazi-Horde in ihrem Heim, flohen Julius und Elisabeth Weiß nach Mainz, wohin Elisabeth Weiß das zunehmend schlechter laufende Milchgeschäft verlegt hatte. Nach dem Pogrom zog ein SA-Posten vor dem Geschäft auf, um nichtjüdische Kunden am Betreten zu hindern. Schließlich wurde den Eheleuten Weiß die Schließung befohlen. Kennkarte Elisabeth Weiß Kennkarte Julius Weiß |
| Bachstraße 1 · Mainz-Hechtsheim ·                        | 24. Juni 2013 | Verein Hechtsheimer Ortsgeschichte e. V. | HIER WOHNTE CLARA WEISS JG. 1872 DEPORTIERT 1942 THERESIENSTADT ERMORDET 4.2.1943                                       |      | Clara Weiß, war das dritte von acht Kindern des Viehhändlers Abraham und seiner Ehefrau Elisabetha Weiß. Von Clara Weiß ist nur wenig bekannt. Man weiß, dass sie ihre Mutter, die im Oktober 1933 mit 92 Jahren starb und auch ihren erkrankten jüngeren Bruder Moritz Maximilian, dessen Leben einen Monat zuvor, im September 1933 endete, aufopferungsvoll pflegte. Clara blieb unverheiratet und lebte alleine in dem von ihrer Mutter vererbten Haus. Sie war zahlreichen Schikanen der örtlichen Nazis ausgesetzt. Im Dezember 1937 zog Clara Weiß wegen des zunehmenden Terrors in ein jüdisches Altersheim nach Mainz. Am 27. September 1942 wurde sie nach Theresienstadt deportiert und ermordet |
| Heuerstraße 9 · Mainz-Hechtsheim ·                       | 24. Juni 2013 | Verein Hechtsheimer Ortsgeschichte e. V. | HIER WOHNTE EMMA WEISS GEB. SÜSSMANN JG. 1887 DEPORTIERT 1942 ERMORDET IM BESETZTEN POLEN                               |      | Nachdem in der Pogromnacht des 9./10. November 1938 das Haus von Emma Weiß, weitgehend zerstört wurde, suchte sie Anfang Januar 1939 Schutz bei ihren Verwandten in ihrem Geburtsort Alsbach. Von ihrem letzten Wohnsitz in Darmstadt wurde sie am 30. September 1942 deportiert und kurz darauf, vermutlich in Treblinka, ermordet. |
| Grauelstraße 19 · Mainz-Hechtsheim ·                     | 16. Aug. 2014 | Verein Hechtsheimer Ortsgeschichte e. V. | HIER WOHNTE BERTHOLD SELIG JG. 1878 DEPORTIERT 1942 PIASKI ERMORDET                                                     |      | Mit Beginn der NS-Herrschaft wurde Berthold Selig mit seiner Familie entrechtet und gedemütigt und gezwungen seinen Grundbesitz unter Wert zu verkaufen. Nachdem in der Pogromnacht des 9./10. November 1938 sein Haus verwüstet wurde, sah er sich mit seiner Frau zum Umzug nach Mainz gezwungen. In ärmlichen Verhältnissen bewohnte das Ehepaar Selig dort ein Zimmer. Am 25. März 1942 wurden Berthold und Margarethe Selig in das Ghetto Piaski/Kreis Lublin deportiert und kurze Zeit später ermordet. |
| Grauelstraße 19 · Mainz-Hechtsheim ·                     | 16. Aug. 2014 | Verein Hechtsheimer Ortsgeschichte e. V. | HIER WOHNTE MARGARETHE SELIG GEB. HIRSCH JG. 1879 DEPORTIERT 1942 PIASKI ERMORDET                                       |      | Mit Beginn der NS-Herrschaft wurde Berthold Selig mit seiner Familie entrechtet und gedemütigt und gezwungen seinen Grundbesitz unter Wert zu verkaufen. Nachdem in der Pogromnacht des 9./10. November 1938 sein Haus verwüstet wurde, sah er sich mit seiner Frau zum Umzug nach Mainz gezwungen. In ärmlichen Verhältnissen bewohnte das Ehepaar Selig dort ein Zimmer. Am 25. März 1942 wurden Berthold und Margarethe Selig in das Ghetto Piaski/Kreis Lublin deportiert und kurze Zeit später ermordet. |
| Bürgermeister- · Keim-Straße 2 · Mainz-Hechtsheim ·      | 11. Juni 2007 | Verein Hechtsheimer Ortsgeschichte e. V. | HIER WOHNTE ANTONIE SELIG GEB. KAHN JG. 1874 FLUCHT 1939 HOLLAND INTERNIERT WESTERBORK DEPORTIERT 1943 SOBIBOR ERMORDET |      | In der Pogromnacht des 9./10. November 1938 wurde das Haus durch Nazi-Horden vollständig verwüstet. Im Januar 1939 gelang den Seligs die Flucht in die Niederlande. Nach dem Einmarsch der Wehrmacht saßen sie dort in einer ausweglosen Falle. Siegfried Josef Selig starb am 30. September 1942 mit 74 Jahren. Am 9. April 1943 wurde Antonie Selig in das Transitlager Westerbork verbracht. Von dort wurde sie wenig später, am 23. April 1943, nach Sobibór in den Tod deportiert. |
| Bürgermeister- · Keim-Straße 2 · Mainz-Hechtsheim ·      | 11. Juni 2007 | Verein Hechtsheimer Ortsgeschichte e. V. | HIER WOHNTE SIEGFRIED JOSEF SELIG JG. 1868 FLUCHT 1939 HOLLAND TOT 30.9.1942 GOUDA                                      |      | In der Pogromnacht des 9./10. November 1938 wurde das Haus durch Nazi-Horden vollständig verwüstet. Im Januar 1939 gelang den Seligs die Flucht in die Niederlande. Nach dem Einmarsch der Wehrmacht saßen sie dort in einer ausweglosen Falle. Siegfried Josef Selig starb am 30. September 1942 mit 74 Jahren. Am 9. April 1943 wurde Antonie Selig in das Transitlager Westerbork verbracht. Von dort wurde sie wenig später, am 23. April 1943, nach Sobibór in den Tod deportiert. |
| Stolperschwelle · Synagogenstraße 1 · Mainz-Hechtsheim · | 3. Feb. 2015  |                                          | In diesem Haus war von 1844 bis 1938 die Synagoge der jüdischen Gemeinde Hechtsheim                                     |      | Stolperschwelle in Mainz-Hechtsheim vor dem Gebäude der ehemaligen Synagoge |